# Dioscorea loefgrenii
Dioscorea loefgrenii är en enhjärtbladig växtart som beskrevs av Reinhard Gustav Paul Knuth. Dioscorea loefgrenii ingår i släktet Dioscorea och familjen Dioscoreaceae. Inga underarter finns listade i Catalogue of Life.